# Großsteingrab Bistrup Hegn 3
Das Großsteingrab Bistrup Hegn 3 ist eine megalithische Grabanlage der jungsteinzeitlichen Nordgruppe der Trichterbecherkultur im Kirchspiel Birkerød in der dänischen Kommune Rudersdal.

## Lage
Das Grab liegt südlich von Birkerød und nördlich von Bistrup am Südrand des Waldgebiets Bistrup Hegn. 60 m westnordwestlich befindet sich das Großsteingrab Bistrup Hegn 2. In der näheren Umgebung gibt bzw. gab es zahlreiche weitere megalithische Grabanlagen.

## Forschungsgeschichte
In den Jahren 1884 und 1942 führten Mitarbeiter des Dänischen Nationalmuseums Dokumentationen der Fundstelle durch.

## Beschreibung
Die Anlage besitzt eine ost-westlich orientierte rechteckige Hügelschüttung, zu deren Maßen unterschiedliche Angaben vorliegen. Der Bericht von 1942 nennt eine Länge von 15 m, eine Breite von 6 m und eine Höhe von 1,5 m. Ein anderer Bericht nennt hingegen eine Länge von 21 m, eine Breite von 10 m und eine Höhe von 1 m. Ob ursprünglich eine Umfassung vorhanden war, ist unklar.
Der Hügel enthielt ursprünglich wohl zwei Grabkammern. Die erste lag 7 m vom Ostende entfernt und ist nicht mehr erhalten. Hier ist nur noch eine Senke mit einer Länge und Breite von je 4 m und einer Tiefe von 0,5 m erkennbar. Form und Größe der Kammern lassen sich nicht mehr bestimmen.
Die erhaltene Kammer liegt 7 m vom Westende des Hügels und ist wohl als Urdolmen anzusprechen. Sie ist nord-südlich orientiert und hat einen rechteckigen Grundriss. Sie hat eine Länge von 1,4 m, eine Breite von 0,7 m und eine Höhe von 0,5 m. Die Kammer besitzt je einen Wandstein an den Langseiten und einen Abschlussstein an der nördlichen Schmalseite. Die Südseite ist offen. Der Deckstein fehlt.